# Grand Junction (Iowa)
Grand Junction è un comune degli Stati Uniti d'America, situato nello Stato dell'Iowa, nella contea di Greene.